# Zentralstadion (1956)
Il Zentralstadion è stato uno stadio della città tedesca di Lipsia.
Tra i più grandi e capienti impianti sportivi mai esistiti in Europa, venne demolito e ricostruito all'inizio del Terzo millennio

## Storia

### Lo "stadio dei centomila"

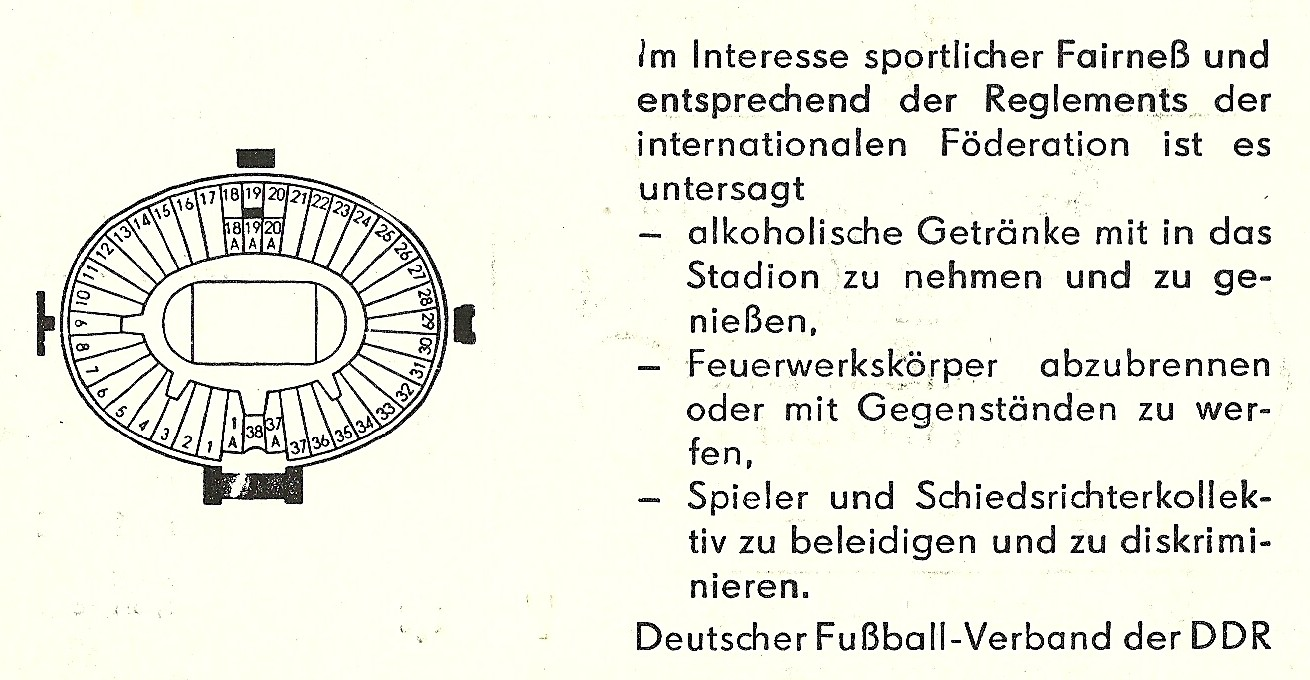
Schema dei settori delle tribune dello stadio su un biglietto d'ingresso del 1983.

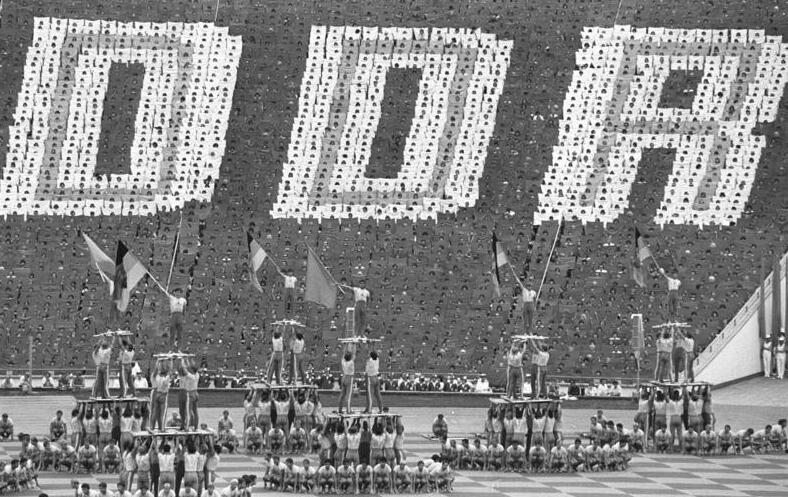
Coreografia sugli spalti durante un evento propagandistico nel 1977.

Il primo progetto per la costruzione di un grande stadio nella città di Lipsia fu presentato nel 1939 dall'ingegnere Werner March, che individuò come sito edificabile i prati noti come Frankfurter Wiesen, sulle rive del canale navigabile Elsterbecken, già da decenni adibiti all'uso sportivo. L'idea non ebbe tuttavia seguito fino al passaggio di Lipsia sotto la Repubblica Democratica Tedesca: nel 1947 il consiglio cittadino rimise la questione all'ordine del giorno, avviando parallelamente la ristrutturazione e la costruzione di ulteriori infrastrutture.
Nel marzo 1955 l'architetto Karl Souradny presentò il progetto definitivo per il nuovo Stadion der Hunderttausend ("stadio dei centomila", da costruirsi nel quadro del complesso polisportivo dello Sportfortum Leipzig) riprendendo alcune delle idee già teorizzate sedici anni prima da March. I lavori partirono un mese dopo con l'erezione di una collina artificiale alta 23 metri (ottenuta accumulando 1,5 milioni di metri cubi di macerie di edifici del centro della città distrutti dai bombardamenti della seconda guerra mondiale), all'interno della quale venne scavato il "cratere" costituente lo stadio vero e proprio.
Il cantiere venne condotto a termine in soli 15 mesi, con l'impiego di 180.218 lavoratori volontari non stipendiati: lo stadio venne solennemente inaugurato il 4 agosto 1956 con la celebrazione del II Deutschen Turn- und Sportfest (festival tedesco dello sport e della ginnastica).
La struttura aveva dimensioni imponenti: il catino degli spalti (integralmente scavato all'interno della collina artificiale) poteva accogliere ufficialmente fino a 100.000 spettatori (che all'occorrenza potevano arrivare anche a 120.000), rendendo l'impianto il secondo più capiente stadio d'Europa (alle spalle del Velký Strahovský Stadion di Praga e praticamente alla pari con il Camp Nou di Barcellona). Fino alla riunificazione tedesca esso accolse gli eventi sportivi più prestigiosi della Germania Est, incluse le partite più importanti dei club calcistici cittadini e della Nazionale, varie edizioni della Turn- und Sportfest der DDR, competizioni di atletica leggera ed eventi propagandistici.
Negli anni della riunificazione tedesca i costi di manutenzione dell'impianto (completamente privo di coperture e quindi esposto agli agenti atmosferici) si fecero sempre più onerosi: si decise pertanto di chiudere i settori degli spalti lungo i lati corti del campo (che andarono presto in rovina). Tra il 1992 e il 1995 il VfB Leipzig (data l'inadeguatezza del proprio campo casalingo agli standard del calcio tedesco) giocò le partite casalinghe al Zentralstadion, la cui capienza era ormai ridotta a poco più di 30.000 posti: il miglior afflusso di pubblico si registrò il 6 giugno 1993, con 38.000 spettatori assiepati sugli spalti per assistere alla gara interna tra VfB e Magonza.
Con l'avvicinarsi della fine del XX secolo, anche complice il calo di livello delle squadre di calcio locali (che preferivano usare impianti secondari e meno capienti), il degrado dello stadio andò via via peggiorando: gli edifici di servizio, il campo erboso e la pista di atletica furono preservati in buone condizioni, ma gli eventi ospitati divennero sempre più sporadici. Gli spalti furono quindi invasi dalla vegetazione spontanea e in parte si sgretolarono. Alle soglie del Terzo millennio lo Zentralstadion versava pertanto in stato di abbandono quasi completo.

### La demolizione e la ricostruzione

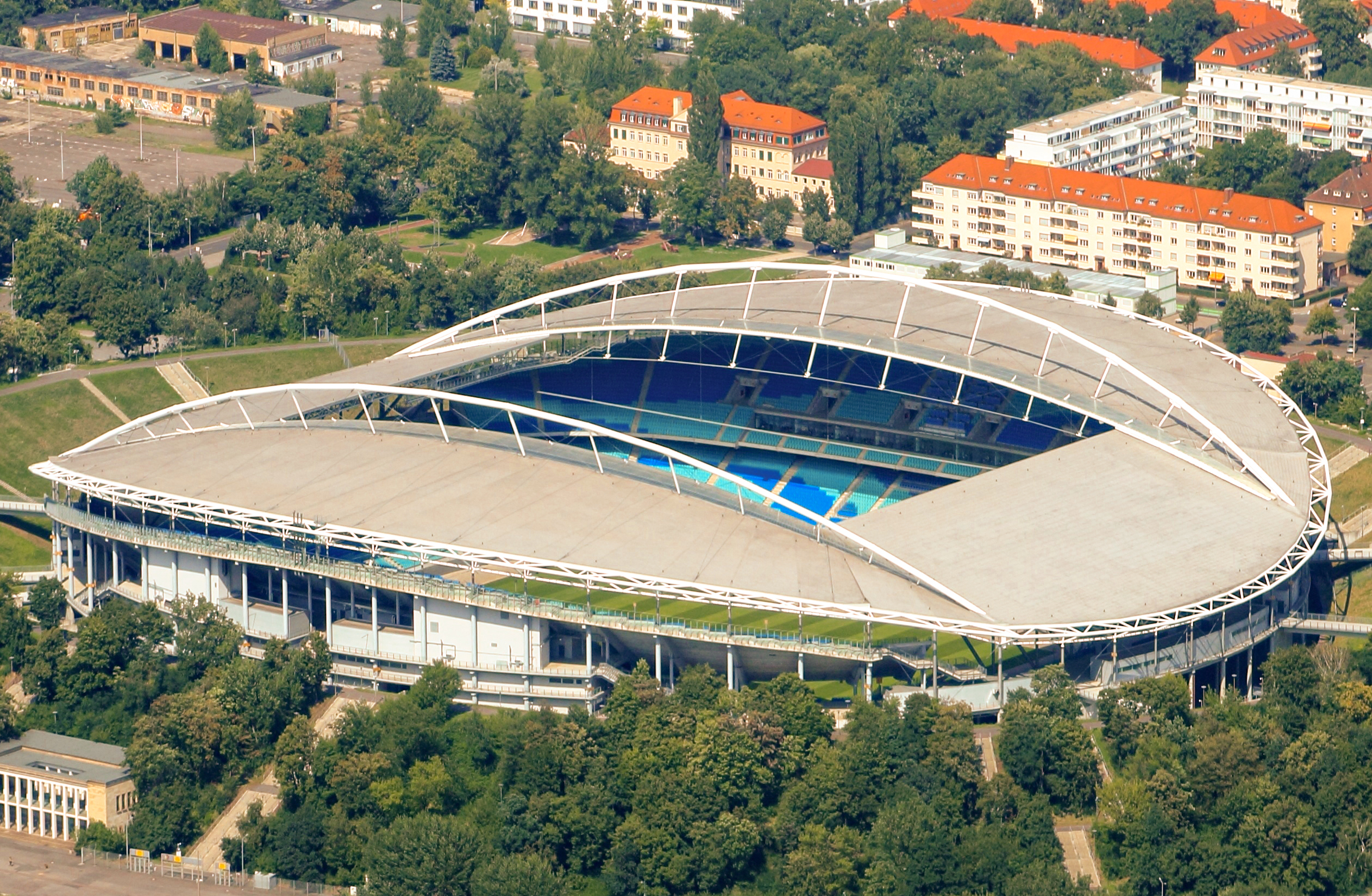
Il nuovo Zentralstadion, aperto nel 2004 nella "buca" del vecchio impianto.

Preso atto dell'impossibilità di adeguare l'impianto (sovradimensionato per le esigenze dello sport cittadino, tecnicamente obsoleto, troppo degradato e gravante per tre milioni di euro all'anno sulle casse comunali) agli standard del calcio moderno, ed approfittando della preannunciata candidatura tedesca ad ospitare il campionato mondiale di calcio 2006 (che includeva anche Lipsia tra le potenziali sedi di gara), tra il 1996 e il 1997 l'amministrazione cittadina si risolse ad attivarsi per avviare la costruzione di un nuovo stadio. I lavori, avviati nel 2000 e conclusi nel 2004, compresero la demolizione dei vecchi spalti e la costruzione del nuovo stadio (che inizialmente mantenne l'appellativo Zentralstadion, poi mutato in Red Bull Arena nel 2010) sfruttando il "cratere" originario scavato nel 1955.
Del vecchio stadio furono preservati i monumentali edifici d'ingresso, la collina artificiale e la "buca" degli spalti (ridotta a prato).